# Bye Bye Berlusconi!
Bye Bye Berlusconi! è un film di satira politica  uscito nel 2005, diretto da Jan Henrik Stahlberg. Il film è stato presentato alla 56ª Biennale di Berlino.
La pellicola è stata girata tra Berlino (per le riprese interne), Genova e Montaretto di Bonassola, caratteristico borgo della Riviera ligure dove l'intero paese ha partecipato alle riprese, trasformandosi nell'immaginaria Topolonia. Prodotto dalla Schiwago Film, si tratta di un progetto a basso costo dove gli attori, tutti italiani, hanno prestato la propria opera a titolo gratuito e il film è costato meno di 90 000 dollari.
L'opera di Stahlberg è già stata acquistata in molti Paesi europei: Germania, Francia, Ungheria, Polonia, Austria e Svizzera, mentre in Italia i diritti sono stati acquistati (fino al 2013) dal produttore Massimo Ferrero, che non lo ha mai distribuito. La pellicola ha partecipato a numerosi festival cinematografici come quello di Berlino, Los Angeles, Cannes, Budapest, Valencia, Łagów, Melbourne, Copenaghen, Gand, Cracovia, San Paolo. La pellicola è incentrata sulla figura di Silvio Berlusconi, i suoi collaboratori, le sue televisioni e, in generale, sulla situazione dell'Italia durante il suo governo. Nonostante i personaggi politici citati siano facilmente riconoscibili, grazie alla forte somiglianza degli attori che li interpretano, all'inizio del film viene specificato che tutti i nomi propri sono stati modificati per evitare querele: al loro posto, sono stati utilizzati dei nomi (a loro volta storpiati, sempre per motivi di copyright) tratti dal mondo Disney.

## Trama
Il film si snoda tra due racconti che si incrociano per tutta la durata del film fino al finale. Da una parte troviamo quella dello staff che produce e realizza il film, tormentato dalle possibili conseguenze che potrebbe avere la pellicola e da molte difficoltà, come le continue perquisizioni della polizia, incidenti di ogni tipo e, addirittura, una misteriosa esplosione. Dall'altra le vicende si incentrano sulla vita di Micky Laus (interpretato da Maurizio Antonini, il sosia di Berlusconi, Topolino nella versione Italiana), un importante quanto disonesto imprenditore nel campo delle angurie, proprietario di TeleAnguria emittente dal palinsesto ingolfato di veline scollacciate, quiz a premi e deliranti maratone oratorie del protagonista (cenno non troppo sottile al colosso Mediaset). La squadra di calcio di cui è presidente è la scalcinata compagine amatoriale AC Topolonia (chiaro riferimento al Milan). Inoltre è il leader di Forza Topolonia (parodia di Forza Italia). Il magnate viene rapito e vengono uccise le sue guardie del corpo. I rapitori lo processano nella prigione del popolo. Il verdetto arriverà dal popolo del web ma Laus non andrà in carcere, attraverso una serie di rovesciamenti rocamboleschi.